# Historia de una escalera
Historia de una escalera és una obra de teatre (1947 i 1948) d'Antonio Buero Vallejo, per la qual va rebre el Premi Lope de Vega. Es va estrenar en el Teatre Espanyol de Madrid el 14 d'octubre de 1949. En ella s'analitza la societat espanyola, amb totes les seves mentides, a través del veïnatge d'una escala. El tema principal de l'obra és la frustració individual i l'amor entre joves. Ningú no és feliç, tothom és egoista, es perpetua la pròpia misèria per l'egoisme que desemboca en infelicitat.

## Estil
L'autor utilitza en les seves acotacions un llenguatge culte, però completament accessible a qualsevol públic. Per contra, els protagonistes tenen un llenguatge molt familiar, a vegades tosc, vulgar. Els diàlegs són molt fluids i permeten revelar els sentiments i les característiques de cada personatge per la seva manera d'expressar-se.

## Representacions
- Estrena, 1949: Direcció: Cayetano Luca de Tena. Intèrprets: Julia Delgado Caro, Adela Carboné, María Jesús Valdés, Fulgencio Nogueras, Elena Salvador, Manuel Kayser, Adriano Domínguez, Alberto Bové, José Cuenca, Gabriel Llopart, Esperanza Grases, Pilar Sala, Consuelo Muñoz, Asunción Sancho, José Capilla, José Cuenca, Rafael Gil Marcos, Manuel Gramas, Fernando Delgado.[2]
- Televisió (Estudio 1, de Televisió Espanyola), 1971. Intèrprets: Nuria Carresi, Fernando Cebrián, Paloma Lorena, Cándida Losada, Victoria Rodríguez, Magda Roger, María Rus, Pedro Mari Sánchez, Valentín Tornos, Ricardo Tundidor, Paco Valladares, Amparo Valle.[3][4]
- Teatro María Guerrero, 2003. Direcció: Juan Carlos Pérez de la Fuente. Intèrprets: Gabriel Moreno, Victoria Rodríguez, Vicky Lagos, Cristina Marcos, Petra Martínez, Yolanda Arestegui, Alberto Jiménez, Ignacio Alonso, Bárbara Goenaga, Nicolás Belmonte, Mónica Cano.[5]